# BSC Young Boys
El Young Boys de Berna (Berner Sport Club Young Boys, en alemán y oficialmente, o Young Boys de manera abreviada), o por sus siglas YB o BSC YB, es una entidad deportiva profesional de la capital Berna, Suiza. Fue fundado el 14 de marzo de 1898. Es uno de los equipos históricos y más laureados del fútbol suizo con más de 24 trofeos nacionales, es conocido por su sección de fútbol profesional, que participa en la Super Liga Suiza. Disputa sus partidos como local desde 2005 en el Estadio de Wankdorf, denominado en alemán «Stadion Wankdorf», que cuenta con una capacidad de 32 000 espectadores, el segundo de mayor tamaño en Suiza.
El Young Boys es uno de los equipos más importantes y seguidos del fútbol suizo. Ha ganado 16 campeonatos de la liga suiza y ocho copas nacionales. En 1957 el Young Boys fue nombrado el equipo suizo del año. Es, también, uno de los más exitosos clubes de fútbol suizos a nivel internacional, y llegó a las semifinales de la Copa de Europa en la temporada 1958-59. Otros deportes de la entidad también incluyen el hockey sobre hierba y los bolos. El equipo de hockey femenino también juega en el más alto nivel de la liga suiza.

## Historia

### 1898-1900: La fundación
Fue fundado el 14 de marzo de 1898 por los hermanos Max y Oscar Schwab, Hermann Bauer y Franz Kehrli, todos ellos estudiantes de la Universidad de Berna. Los colores escogidos para el club fueron amarillo y negro.
Su primer juego lo disputaron el 17 de junio de 1898 ante el FC Viktoria, aunque su primer partido oficial fue hasta el 29 de junio de ese año ante Institute Grünau. El equipo tuvo en sus filas a varios jugadores prominentes, pero el juego terminó en empate, y el partido de vuelta el 17 de octubre fue 1-0 para el joven club bernés. Algunos de los jugadores de Young Boys aparecían cada vez más en el primer equipo del FC Bern, afectando a la plantilla de titulares del conjunto capitalino. El 30 de diciembre de 1898, los integrantes de la comisión del equipo celebraron una elección para combinarse completamente con el FC Berna o establecerse como un club autónomo. La votación arrojo una gran mayoría la intención de abandonar la fusión, llevando a una rivalidad amarga, especialmente por parte del FC Berna. 
Los éxitos en los juegos de primavera en 1900 mostraron que Young Boys estaba en un camino exitoso. Sin embargo, muchos seguían convencidos de que el FC Berna era el equipo más fuerte. Por esta razón, los organizadores del fútbol suizo acordaron para que se disputara un juego entre los nuevos rivales. El juego tuvo lugar el 26 de agosto ante unas 3.000 personas que habían venido a ver un deporte "exótico" en exhibición. El juego terminó, sin embargo, con un marcador indeciso de 1-1. Días anteriores a este encuentro, el 17 de agosto de 1900 el club había sido admitido en la Asociación de Fútbol de Suiza.
Los dos equipos estaban cada vez más separados entre sí, y sus lugares también se distanciaron cada vez más. FC Berna jugó en la parte suroeste de la ciudad, mientras FC Young Boys lugar casi en el centro. Sin embargo, el campo deportivo seleccionado por el club etenía sus ventajas y desventajas. Debido a su ubicación junto al río Aar, los terrenos a menudo se inundaban y eran pantanosos. Igualmente gracias a su ubicación central, el club pudo atraer el seguimiento de muchos residentes de Berna. Con un acuerdo el 14 de octubre de 1901, el club arrendó sus tierras de la ciudad de Berna durante tres años. Toda la superficie abarcaba 10.975 metros cuadrados por solo 257 francos por mes. Por lo tanto, los requisitos para un campo de juego regular se cumplieron finalmente.

### 1902-1925: Los primeros años

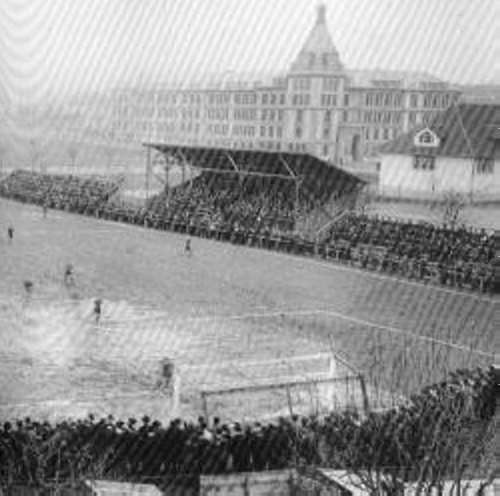
Partido entre el Young Boys y el Karlsruher FC Phönix en 1908.

YB comenzó a tener éxito muy pronto. Contra Lausana celebraron un sorprendente empate 2-2 y el 26 de octubre de 1902 una victoria 7 a 0 sobre Fortuna Basilea. En estos años también salió de la sombra del FC Berna; venció a sus rivales de ciudad 3-1 y el 8 de marzo de 1903 5 a 0 en casa, esto le permitió ganar el campeonato de la Liga Central y fueron invitados a jugar en la final del campeonato suizo. El 22 de marzo fue la primera final contra el FC Zürich. En el equipo jugaron, entre otros, los dos hermanos Schwab, y derrotaron a Zúrich por 3-1. El 29 de marzo, se enfrentó al campeón del Oeste, el Neuchatel Xamax. Los invitados fueron los claros favoritos, porque el club de Berna había perdido ante estos hacia un mes atrás en un partido que terminó 1-4. Esto hizo que Neuchâtel cometiera el error de subestimar al Young Boys. La defensa de Neuchâtel se rompió completamente cuando el delantero, Walter Frey, encontró la red poco después del descanso para poner una ventaja de 1-0. El partido terminó con un resultado aplastante de 5 a 0, y así, solamente después de cinco años de existencia el FC Young Boys ya había ganado su primer campeonato suizo de fútbol y este fue el primero de varios títulos obtenidos años más tarde.
En 1913, futbolista inglés Reynold Williams se convirtió en el primer Entrenador del club. Poco después, la Primera Guerra Mundial estalló y el estadio en el que jugaba el equipo se convirtió en un campo de papas. Entonces se dispuso alquilar instalaciones en Kirchfeld por 1.400 francos al año. Los militares también hicieron espacio disponible en los cuarteles para el uso del equipo. A pesar de estas dificultades, el club ganó el campeonato suizo de la liga otra vez en 1920.
Después de la guerra, el equipo volvió a jugar en el Spitalacker-Platz. Sin embargo, el suelo ya no se ajustaba a los requisitos del FC Young Boys, por lo que buscaron alternativas. Encontraron espacio en la frontera noreste de la ciudad en el Wankdorffeld, y la construcción se inició.

### 1925-1951: Nuevo nombre y nuevo estadio
En 1925, el nombre de la asociación cambió de FC Young Boys a Berner Sport Club Young Boys. Ese año fue también el último partido en el antiguo Spitalacker-platz. En octubre, el nuevo Estadio Wankdorf construido por los arquitectos Scherler & Berger se abrió con un torneo amistoso al club asistieron los Old Boys de Basilea, Servette Geneva, y el Young Boys. El nuevo complejo deportivo incluyó una tribuna principal con 1.200 asientos cubiertos, un restaurante, vestuarios, un salón de entrenamiento y un campo de entrenamiento. En total, contó con 22.000 espectadores, incluyendo la sala cubierta de pie para 5.000. La institución ahora tenía un estadio grande y moderno, que intensificó la rivalidad con FC Bern, porque la asociación más vieja siguió jugando en la pequeña y anticuada Neufeldplatz. Los dos clubes llegaron a negociar un contrato, facilitado por el presidente central Schlegel, para evitar la discordia.
El 10 de febrero de 1930, el club compró una franja adicional de tierra de la comunidad, al habir notado que el estadio era demasiado pequeño, aumentando la superficie entera del estadio de Wankdorf a 35.585 metros cuadrados. Wankdorf continuó expandiéndose. La capacidad del estadio aumentó con la construcción de una extensión que le perimitio llegar 32.000 espectadores, lo que le costó a la asociación 300.000 francos adicionales. Además, se agregó otro campo de entrenamiento. Hacia finales de la década de 1930, la crisis económica mundial comenzó y el fútbol suizo sintió los efectos. Las cifras de asistencia disminuyeron constantemente, y el estadio ya no podía cumplir con sus obligaciones financieras. Después del estallido de la Segunda Guerra Mundial, el club consideró vender el estadio. Sin embargo, a través de una reducción de la deuda y la ayuda de la ciudad de Berna en 1943, las finanzas del club fueron rehabilitadas. En ese punto, el grupo del estadio cambió su nombre a "Verein Fussball-Stadion Wankdorf en 1945, al finalizar la guerra, llegó el siguiente éxito: el club ganó la segunda copa de su historia contra el FC St. Gallen con una victoria por 2-0. Dos temporadas más tarde, los berneses fueron relegados a la Liga Nacional B. Serían solamente tres temporadas en esta división hasta que regresó a la liga más alta donde permanecerían por más de 50 años.

### 1951-1964: Los años dorados bajo Albert Sing
En 1951, Norbert Eric Jones fue reemplazado después de solo un año como mánager por el previamente desconocido Albert Sing. En ese momento, nadie anticipó los años exitosos que el equipo experimentaría bajo el entrenador alemán. Sing actuó inicialmente como un jugador-entrenador antes de convertirse solamente en entrenador. Durante su mandato se experimentó su período más acertado. El equipo fue reforzado por transferencias de alto nivel como Eugene "Geni" Meier. El éxito considerable durante este período también fue atribuido al portero Walter Eich, que fue uno de los mejores en la historia del Young Boys. Más tarde, el equipo se apoyó en los mejores jugadores como Heinz Schneite y Ernst Wechselberger.

Escudo del Young Boys entre 1957 y 1971.

A partir de 1957 y 1960, el club era campeón suizo cuatro veces consecutivas. Durante este tiempo, el equipo se convirtió en uno de los equipos más exitosos en el fútbol europeo y fue superior a todos los equipos de la liga suiza.
Young Boys también logró el éxito en la competencia europea. En su primera aparición en la Copa de Europa, se enfrentaron ante el Vasas Budapest. Por conflictos políticos entre los países de ambos conjuntos y el respeto que tenían los suizos por su capital exigieron que no se jugará en Berna y tuvo que disputarse en el estadio del Servette FC, el Charmilles en donde 20.000 espectadores apoyaron a al equipo un partido con resultado de empate en 1. En el partido de vuelta, sin embargo, Young Boys cayó 1-2. Al año siguiente, los oponentes de Young Boys en la Copa de Europa fueron una vez más de Hungría, esta vez MTK Budapest. La institución suiza fue la que ganó el partido de ida en el Nep Stadium por 2-1. El 26 de noviembre de 1958 se estrenó en Wankdorf; 28.000 espectadores celebraron la victoria de los Young Boys por 4-1.
En la segunda ronda, se enfrentó con el campeón de Alemania del Este SC Wismut Chemnitz y el Wankdorf se llenó con 32.000 espectadores. Los equipos empataron 2-2 después de una ventaja de 2-0 para los Young Boys. Una semana después, los equipos se reunieron en la República Democrática de Alemania. El partido terminó 0-0, que en ese momento requería un partido decisivo. Esto tuvo lugar el 1 de abril de 1959 en el Estadio Olímpico de Ámsterdam ante 35.000 espectadores, y Young Boys ganó 2-1. Así, se clasificó para las semifinales de la Copa de Europa. Su oponente en la semifinal fue el Stade de Reims.
El juego más importante en la historia del equipo de Berna tuvo lugar el 15 de abril de 1959, un miércoles lluvioso. Sesenta mil espectadores colmaron el Wankdorf, pero se cree que este número pudo haberse superado. Después de una actuación impresionante, Young Boys ganó 1-0 en un gol de Geni Meier en el minuto 13. El juego era una leyenda en Berna. El estadio de Reims recibió a los berneses en el partido de vuelta en el Parc des Princes, en París, donde los franceses ganaron por 3-0 para llegar a la final. Ningún otro equipo suizo, aparte del FC Zürich, ha encontrado desde entonces tanto éxito en una competición internacional como Young Boys en esa temporada.
Albert Sing abandonó BSC Young Boys en 1964 y sigue siendo el entrenador más exitoso en la historia del club.  

### 2005-presente: En el Stade de Suisse
En el verano de 2005, Young Boys pudo comenzar a usar el nuevo Wankdorfstadion, el Stade de Suisse, después de varios años de construcción.
Solo unos meses después Gernot Rohr firmó como entrenador. Aunque el equipo mantuvo una estrategia de fútbol defensivo, el club tuvo éxito con él en su cabeza, avanzando a la final de la Copa, pero perdiendo en una tanda de penaltis a FC Sion. La primera temporada en el Stade de Suisse Wankdorf, el conjunto de la capital terminó en el tercer lugar, clasificándose para la Copa de la UEFA. Los berneses derrotaron a Mika de Armenia por 4-1 en el global en la primera ronda de para luego disputar un encuentro con el Olympique Marsella, pero perdió por poco debido a la diferencia de gol tras los empates 3-3 en casa y 0-0 de visita.

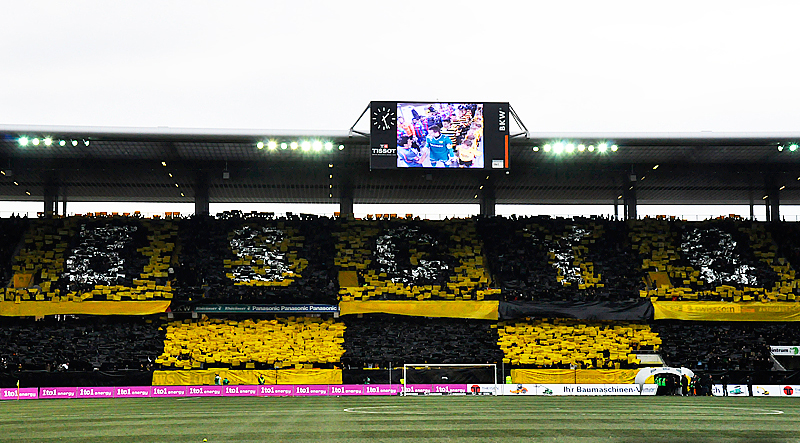
Aficionados del Young Boys antes de un partido contra el FC Basel.

El entrenador Gernot Rohr fue sucedido por Martin Andermatt. Su debut de Andermatt fue prometedor, ya que derrotó al Thun por 5 a 1 para abrir el comienzo de la liga 2006-07. El equipo terminó la temporada en el cuarto lugar, volviendo a la Copa de la UEFA. El 14 de abril de 2007, el presidente del club, Peter Mast, anunció que renunciaría a su cargo al final de la temporada, aunque inmediatamente se unió a la junta directiva. Su puesto como presidente fue asumido por Thomas Grimm el 17 de abril de 2007. Por cierto, en esta temporada, con un promedio de 15.517 espectadores en el campeonato, el club celebró su promedio más alto de asistencia en la historia del club. También al final de la estación 2006-07, el club cambió su proveedor de camisetas de GEMS a Puma.
Young Boys terminó subcampeón en la temporada 2009-10, terminando tres puntos por detrás del líder, a pesar de perder solo un partido en casa durante toda la temporada. Entró en la clasificación de la Liga de Campeones y derrotó al Fenerbahçe Spor Kulübü para enfrentarse luego con Tottenham Hotspur en la ronda de play-off. El equipo logró a una ventaja de 3-0 en el primer tiempo del partido de ida en el Stade de Suisse, pero luego terminó ganando con lo justo con un resultado 3 a 2 en su favor, pero luego, cayó 4-0 en White Hart Lane y quedó eliminado de la competición. Después de su derrota, Young Boys fue incluido de la fase de grupos de Europa League. El equipo bernés se clasificó con éxito para la fase eliminatoria del torneo como subcampeón de su grupo, detrás de los líderes VfB Stuttgart más atrás se encontraban Getafe CF y Odense BK. En los octavos de final, el club enfrentó al Zenit de San Petersburgo, derrotando a sus rivales rusos en casa en el partido de ida por 2-1, pero sufriendo una eliminación tras la segunda vuelta, perdiendo 3-1 en su visita a San Petersburgo.
En la temporada 2010-11, el club terminó tercero en la liga, lo que le permitió clasificar a la UEFA Europa League para la próxima temporada. La temporada siguiente fue similar, terminando tercero una vez más en la liga. En la misma temporada, no alcanzó la fase de grupos de Europa League después de ser eliminado por SC Braga 2-2 debido nuevamente a la regla de diferencia de goles por obtener resultados de 0-0 en Braga y 2 a 2 en Berna.
El equipo suma ya 40 millones ingresados este año 2018/19.

## Indumentaria
- Marca deportiva actual: Nike.
- Uniforme titular: Camiseta amarilla, pantaloneta negra y medias amarillas.
- Uniforme alternativo: Camiseta negra, pantaloneta negra o amarilla y medias negras.
- Tercer uniforme: Camiseta blanca, pantaloneta blanca y medias blancas.

| Primero | (Ver evolución) | Actual |

## Instalaciones

### Estadio

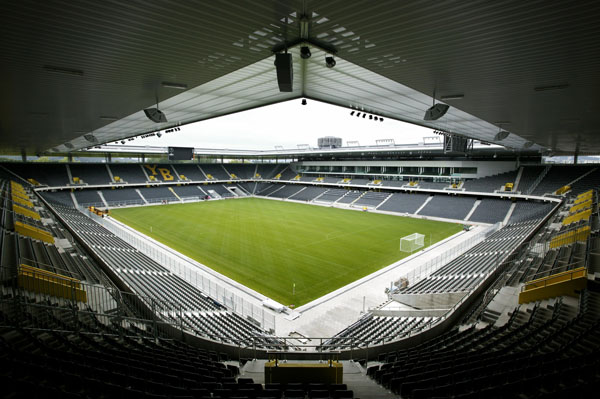
Stadion Wankdorf, estadio del equipo desde 2005.

El Stadion Wankdorf es un estadio de fútbol con una capacidad de 32.000 espectadores, situado en Berna, Suiza. Es desde la finalización de su construcción y futura inauguración en el año 2005 la nueva casa en los partidos de local del Young Boys tras la demolición del histórico Wankdorf-Stadion habiéndose el primero, alzado en el mismo lugar donde se encontraba emplazado el antiguo campo de juego. El Stadion Wankdorf es el segundo estadio de fútbol más grande de Suiza, después de St. Jakob-Park. El reconstruido Stadion Wankdorf ha sido construido sobre un nuevo centro comercial llamado Wankdorf Center, junto con escuelas, casas, varios gimnasios, algunos restaurantes y un aparcamiento con más de 700 plazas por las que se financia el nuevo estadio, debido a la imposibilidad de financiar de forma sostenible un moderno estadio de fútbol en Suiza por diversos factores, como la normativa de construcción o la legislación laboral. Todos los modernos estadios de fútbol suizos se han construido junto con un centro comercial y otras instalaciones de financiación cruzada por la misma razón. El costo total de la construcción del proyecto fue de 350 millones de francos, que en ese momento era el mayor de todos los edificios de Suiza. El edificio y el club BSC Young Boys son propiedad del empresario Hans-Ueli Rihs, quien junto con su difunto hermano Andy ha financiado al Young Boys desde que asumió la propiedad a principios del milenio.  
El campo de césped artificial permite al equipo realizar entrenamientos diarios en el mismo lugar en el que Young Boys no tiene un centro de entrenamiento. El Stadion Wankdorf es uno de los estadios integrados con la mayor planta de energía solar en todo el mundo. El techo de la construcción tiene la cantidad suficiente de placas solares para generar 700.000 kWh. Con esta alimenta el estadio y algunas casas de alrededor del área de Wankdorf. Justo debajo del campo de juego se encuentra uno de los centros comerciales más grandes de Suiza y un aparcamiento con más de 700 lugares, también incluye escuelas, casas, un gimnasio y algunos restaurantes.

## Datos del club
Para los detalles estadísticos del club véase Estadísticas del Young Boys

## Palmarés
El Young Boys es uno de los clubes más exitoso del fútbol suizo por haber ganado diecisiete campeonatos de ligas, ocho copas , una copa de la Liga y una supercopa, a nivel internacional el Young Boys ha conquistado una Copa de los Alpes.
Nota: en negrita competiciones vigentes en la actualidad.
Torneos nacionales (27)
| Competición nacional           | Títulos                                                                                               | Subcampeonatos |
| ------------------------------ | --- | --- |
| Primera División de Suiza (17) | 1903, 1909, 1910, 1911, 1920, 1929, 1957, 1958, 1959, 1960, 1986, 2018, 2019, 2020, 2021, 2023, 2024. | 1902, 1908, 1914, 1918, 1921, 1937, 1941, 1953, 1961, 1965, 1975, 1993, 2004, 2008, 2009, 2010, 2015, 2016, 2017. (19) |
| Copa de Suiza (8)              | 1930, 1945, 1953, 1958, 1977, 1987, 2020, 2023.                                                       | 1929, 1956, 1979, 1980, 1991, 2006, 2009, 2018. (8)                                                                    |
| Copa de la Liga de Suiza (1)   | 1976.                                                                                                 | |
| Supercopa de Suiza (1)         | 1986.                                                                                                 | 1987. (1) |

## Participación en competiciones de la UEFA
| 1957–58 | Copa de Europa         | 1                | Vasas Budapest                 | 1–1, 1–2          |
| 1958-59 | Copa de Europa         | 1                | MTK Budapest                   | 2–1, 4–1          |
| 1958-59 | Copa de Europa         | Cuartos de final | Wismut Karl-Marx-Stadt         | 2–2, 0–0, 2–1     |
| 1958-59 | Copa de Europa         | Semifinales      | Stade Reims                    | 1–0, 0–3          |
| 1959-60 | Copa de Europa         | 1                | Eintracht Frankfurt            | 1–4, 1–1          |
| 1960–61 | Copa de Europa         | Clasificatoria   | Limerick                       | 5–0, 4–2          |
| 1960–61 | Copa de Europa         | 1                | Hamburgo SV                    | 0–5, 3–3          |
| 1962–63 | Copa Intertoto         | Fase de grupos   | RH Slovnaft Bratislava         | 0–4, 0–1          |
| 1962–63 | Copa Intertoto         | Fase de grupos   | RCF Paris                      | 4–4, 1–3          |
| 1962–63 | Copa Intertoto         | Fase de grupos   | Venezia                        | 3–1, 1–6          |
| 1963–64 | Copa Intertoto         | Fase de grupos   | Modena F.C.                    | 1–2, 1–3          |
| 1963–64 | Copa Intertoto         | Fase de grupos   | La Gantoise                    | 2–2, 0–2          |
| 1963–64 | Copa Intertoto         | Fase de grupos   | Toulouse                       | 3–2, 0–3          |
| 1964–65 | Copa Intertoto         | Fase de grupos   | RFC Lieja                      | 0–2, 3–3          |
| 1964–65 | Copa Intertoto         | Fase de grupos   | NAC Breda                      | 3–6, 2–6          |
| 1964–65 | Copa Intertoto         | Fase de grupos   | Saarbrücken                    | 2–2, 3–2          |
| 1967–68 | Copa Intertoto         | Fase de grupos   | Ruch Chorzów                   | 0–2, 3–4          |
| 1967–68 | Copa Intertoto         | Fase de grupos   | Boldklubben Frem               | 0–0, 1–4          |
| 1967–68 | Copa Intertoto         | Fase de grupos   | First Vienna                   | 2–0, 2–2          |
| 1969–70 | Copa Intertoto         | Fase de grupos   | IFK Norrkoping                 | 1–4, 2–1          |
| 1969–70 | Copa Intertoto         | Fase de grupos   | Rapid Viena                    | 2–0, 1–8          |
| 1969–70 | Copa Intertoto         | Fase de grupos   | Hannover 96                    | 1–2, 1–1          |
| 1971–72 | Copa Intertoto         | Fase de grupos   | Eintracht Braunschweig         | 1–5, 0–2          |
| 1971–72 | Copa Intertoto         | Fase de grupos   | Malmö FF                       | 2–4, 3–6          |
| 1971–72 | Copa Intertoto         | Fase de grupos   | Zaglebie Wałbrzych             | 2–0, 0–1          |
| 1972–73 | Copa Intertoto         | Fase de grupos   | Saint-Étienne                  | 0–5, 0–0          |
| 1972–73 | Copa Intertoto         | Fase de grupos   | Wisła Cracovia                 | 1–1, 0–8          |
| 1972–73 | Copa Intertoto         | Fase de grupos   | Åtvidabergs FF                 | 2–1, 1–2          |
| 1975–76 | Copa Intertoto         | Fase de grupos   | Kaiserslautern                 | 1–3, 2–4          |
| 1975–76 | Copa Intertoto         | Fase de grupos   | FC Bohemians Praga             | 1–2, 1–2          |
| 1975–76 | Copa Intertoto         | Fase de grupos   | GAIS Göteborg                  | 3–4, 1–0          |
| 1975–76 | Copa de la UEFA        | 1                | Hamburgo SV                    | 0–0, 2–4          |
| 1976–77 | Copa Intertoto         | Fase de grupos   | Malmö FF                       | 3–2, 1–1          |
| 1976–77 | Copa Intertoto         | Fase de grupos   | Beitar Jerusalem               | 6–3, 1–1          |
| 1976–77 | Copa Intertoto         | Fase de grupos   | Admira Wacker Wien             | 1–1, 3–1          |
| 1977–78 | Copa Intertoto         | Fase de grupos   | Slavia Praga                   | 1–4, 0–5          |
| 1977–78 | Copa Intertoto         | Fase de grupos   | Legia Varsovia                 | 1–1, 1–4          |
| 1977–78 | Copa Intertoto         | Fase de grupos   | Landskrona                     | 4–0, 1–2          |
| 1977–78 | Recopa de Europa       | Clasificatoria   | Rangers                        | 0–1, 2–2          |
| 1978–79 | Copa Intertoto         | Fase de grupos   | 1. FC Tatran Prešov            | 0–1, 0–1          |
| 1978–79 | Copa Intertoto         | Fase de grupos   | Esbjerg fB                     | 1–1, 0–3          |
| 1978–79 | Copa Intertoto         | Fase de grupos   | Wiener SC                      | 0–0, 1–2          |
| 1979–80 | Recopa de Europa       | 1                | Steaua Bucureşti               | 2–2, 0–6          |
| 1980–81 | Copa Intertoto         | Fase de grupos   | Halmstads BK                   | 1–1, 2–4          |
| 1980–81 | Copa Intertoto         | Fase de grupos   | FK Inter Bratislava            | 0–3, 0–3          |
| 1980–81 | Copa Intertoto         | Fase de grupos   | Voest Linz                     | 0–1, 0–2          |
| 1981–82 | Copa Intertoto         | Fase de grupos   | RWD Molenbeek                  | 0–1, 1–3          |
| 1981–82 | Copa Intertoto         | Fase de grupos   | Bryne FK                       | 1–2, 0–0          |
| 1981–82 | Copa Intertoto         | Fase de grupos   | Sparta Praga                   | 1–0, 1–0          |
| 1982–83 | Copa Intertoto         | Fase de grupos   | FC Bohemians Praha             | 1–3, 0–5          |
| 1982–83 | Copa Intertoto         | Fase de grupos   | Gwardia Warszawa               | 2–1, 2–2          |
| 1982–83 | Copa Intertoto         | Fase de grupos   | Linzer ASK                     | 0–2, 3–0          |
| 1983–84 | Copa Intertoto         | Fase de grupos   | Slavia Praga                   | 2–1, 1–2          |
| 1983–84 | Copa Intertoto         | Fase de grupos   | Brøndby IF                     | 0–2, 2–1          |
| 1983–84 | Copa Intertoto         | Fase de grupos   | Slavia Sofia                   | 1–0, 1–0          |
| 1985–86 | Copa Intertoto         | Fase de grupos   | Górnik Zabrze                  | 1–4, 0–3          |
| 1985–86 | Copa Intertoto         | Fase de grupos   | Zalaegerszegi TE               | 4–1, 0–4          |
| 1985–86 | Copa Intertoto         | Fase de grupos   | Aarhus GF                      | 0–1, 7–4          |
| 1986–87 | Copa Intertoto         | Fase de grupos   | Sigma Olomouc                  | 2–1, 1–3          |
| 1986–87 | Copa Intertoto         | Fase de grupos   | Hannover 96                    | 2–3, 1–2          |
| 1986–87 | Copa Intertoto         | Fase de grupos   | Legia Varsovia                 | 3–1, 0–0          |
| 1986–87 | Copa de Europa         | 1                | Real Madrid                    | 1–0, 0–5          |
| 1987-88 | Recopa de Europa       | 1                | DAC Dunajská Streda            | 1–2, 3–1          |
| 1987-88 | Recopa de Europa       | 2                | Den Haag                       | 1–2, 1–0          |
| 1987-88 | Recopa de Europa       | Cuartos de final | Ajax Ámsterdam                 | 0–1, 0–1          |
| 1988-89 | Copa Intertoto         | Fase de grupos   | DAC Dunajská Streda            | 5–1, 1–3          |
| 1988-89 | Copa Intertoto         | Fase de grupos   | IFK Norrkoping                 | 3–2, 2–0          |
| 1988-89 | Copa Intertoto         | Fase de grupos   | Haladas Szombathely            | 4–0, 1–3          |
| 1992–93 | Copa Intertoto         | Fase de grupos   | Karlsruher                     | 2–2, 2–2          |
| 1992–93 | Copa Intertoto         | Fase de grupos   | Halmstads BK                   | 3–1, 1–2          |
| 1992–93 | Copa Intertoto         | Fase de grupos   | Austria Salzburg               | 3–1, 2–4          |
| 1993–94 | Copa Intertoto         | Fase de grupos   | SK Sigma Olomouc               | 1–0               |
| 1993–94 | Copa Intertoto         | Fase de grupos   | Aarhus GF                      | 3–2               |
| 1993–94 | Copa Intertoto         | Fase de grupos   | Austria Salzburg               | 2–0               |
| 1993–94 | Copa Intertoto         | Fase de grupos   | Oţelul Galaţi                  | 3–3               |
| 1993–94 | Copa de la UEFA        | 1                | Celtic                         | 0–0, 0–1          |
| 1994–95 | Copa Intertoto         | Fase de grupos   | Hapoel Be'er Sheva             | 0–1               |
| 1994–95 | Copa Intertoto         | Fase de grupos   | Electroputere Craiova          | 1–0               |
| 1994–95 | Copa Intertoto         | Fase de grupos   | Karlsruher                     | 1–0               |
| 1994–95 | Copa Intertoto         | Fase de grupos   | BK Häcken                      | 4–1               |
| 2003–04 | Copa de la UEFA        | Clasificatoria 1 | MyPa-47                        | 2–3, 2–2          |
| 2004–05 | UEFA Champions League  | Clasificatoria 2 | Estrella Roja de Belgrado      | 2–2, 0–3          |
| 2005    | Copa Intertoto         | 2                | K.S.C. Lokeren Oost-Vlaanderen | 4–1, 2–1          |
| 2005    | Copa Intertoto         | 3                | Olympique de Marsella          | 2–3, 1–2          |
| 2006–07 | Copa de la UEFA        | Clasificatoria 1 | Mika Ereván                    | 3–1, 1–0          |
| 2006–07 | Copa de la UEFA        | Clasificatoria 2 | Olympique de Marsella          | 3–3, 0–0          |
| 2007–08 | Copa de la UEFA        | Clasificatoria 1 | FC Banants                     | 1–1, 4–0          |
| 2007–08 | Copa de la UEFA        | Clasificatoria 2 | Racing Lens                    | 1–1, 1–5          |
| 2008–09 | Copa de la UEFA        | Clasificatoria 2 | Debreceni                      | 4–1, 3–2          |
| 2008–09 | Copa de la UEFA        | 1                | Brujas                         | 2–2, 0–2          |
| 2009–10 | UEFA Europa League     | Clasificatoria 3 | Athletic Club                  | 0–1, 2–1          |
| 2010–11 | UEFA Champions League  | Clasificatoria 3 | Fenerbahçe                     | 2–2, 1–0          |
| 2010–11 | UEFA Champions League  | Playoff          | Tottenham Hotspur              | 3–2, 0–4          |
| 2010–11 | UEFA Europa League     | Fase de grupos   | VfB Stuttgart                  | 0–3, 4–2          |
| 2010–11 | UEFA Europa League     | Fase de grupos   | Getafe                         | 2–0, 0–1          |
| 2010–11 | UEFA Europa League     | Fase de grupos   | Odense BK                      | 4–2, 0–2          |
| 2010–11 | UEFA Europa League     | 1/32             | Zenit                          | 2–1, 1–3          |
| 2011–12 | UEFA Europa League     | Clasificatoria 3 | Westerlo                       | 3–1, 2–0          |
| 2011–12 | UEFA Europa League     | Playoff          | Sporting Braga                 | 0–0, 2–2          |
| 2012–13 | UEFA Europa League     | Clasificatoria 2 | Zimbru                         | 1–0, 0–1 (4-1 p.) |
| 2012–13 | UEFA Europa League     | Clasificatoria 3 | Kalmar FF                      | 3–0, 0–1          |
| 2012–13 | UEFA Europa League     | Playoff          | FC Midtjylland                 | 0–2, 3–0          |
| 2012–13 | UEFA Europa League     | Fase de grupos   | Anzhí Majachkalá               | 0–2, 3–1          |
| 2012–13 | UEFA Europa League     | Fase de grupos   | Liverpool                      | 3–5, 2–2          |
| 2012–13 | UEFA Europa League     | Fase de grupos   | Udinese                        | 3–1, 3–2          |
| 2014–15 | UEFA Europa League     | Clasificatoria 3 | Ermis Aradippou                | 1–0, 2–0          |
| 2014–15 | UEFA Europa League     | Playoff          | Debreceni                      | 3–1, 0–0          |
| 2015–16 | UEFA Champions League  | Clasificatoria 3 | Mónaco                         | 1–3, 0–4          |
| 2015–16 | UEFA Europa League     | Playoff          | Qarabağ                        | 0–1, 0–3          |
| 2016–17 | UEFA Champions League  | Clasificatoria 3 | Shakhtar Donetsk               | 0–2, 2–0 (4-2 p.) |
| 2016–17 | UEFA Champions League  | Playoff          | Borussia Mönchengladbach       | 1–3, 1–6          |
| 2016–17 | UEFA Europa League     | Fase de grupos   | Olympiacos                     | 0–1, 1–1          |
| 2016–17 | UEFA Europa League     | Fase de grupos   | Astana                         | 0–0, 3–0          |
| 2016–17 | UEFA Europa League     | Fase de grupos   | APOEL Nicosia                  | 3–1, 0–1          |
| 2017–18 | UEFA Champions League  | Clasificatoria 3 | Dinamo de Kiev                 | 1–3, 2–0          |
| 2017–18 | UEFA Champions League  | Playoff          | CSKA Moscú                     | 0–1, 0–2          |
| 2017–18 | UEFA Europa League     | Fase de grupos   | Dinamo de Kiev                 | 2–2, 0-1          |
| 2017–18 | UEFA Europa League     | Fase de grupos   | Partizan Belgrado              | 1–1, 1-2          |
| 2017–18 | UEFA Europa League     | Fase de grupos   | KF Skënderbeu Korçë            | 1-1, 2-1          |
| 2018–19 | UEFA Champions League  | Playoff          | Dinamo Zagreb                  | 1–1, 2–1          |
| 2018–19 | UEFA Champions League  | Fase de grupos   | Manchester United              | 0–3, 0–1          |
| 2018–19 | UEFA Champions League  | Fase de grupos   | Juventus                       | 2–1, 0–3          |
| 2018–19 | UEFA Champions League  | Fase de grupos   | Valencia                       | 1–1, 1–3          |
| 2019–20 | UEFA Champions League  | Play-off         | Estrella Roja                  | 2–2, 1–1 (v.)     |
| 2019–20 | UEFA Europa League     | Fase de grupos   | Porto                          | 1–2, 1-2          |
| 2019–20 | UEFA Europa League     | Fase de grupos   | Rangers                        | 2-1, 1-1          |
| 2019–20 | UEFA Europa League     | Fase de grupos   | Feyenoord                      | 2-0, 1-1          |
| 2020–21 | UEFA Champions League  | Segunda ronda    | KÍ                             | 3–1               |
| 2020–21 | UEFA Champions League  | Tercera ronda    | Midtjylland                    | 0–3               |
| 2020–21 | UEFA Europa League     | Play-off         | Tirana                         | 3–0               |
| 2020–21 | UEFA Europa League     | Fase de grupos   | Roma                           | 1–2, 1–3          |
| 2020–21 | UEFA Europa League     | Fase de grupos   | CFR Cluj                       | 1–1, 2–1          |
| 2020–21 | UEFA Europa League     | Fase de grupos   | CSKA Sofía                     | 3–0, 1–0          |
| 2020–21 | UEFA Europa League     | 1/16             | Bayer 04 Leverkusen            | 4–3, 2–0          |
| 2020–21 | UEFA Europa League     | 1/8              | Ajax Ámsterdam                 | 0–2, 0–3          |
| 2021–22 | UEFA Champions League  | Segunda ronda    | Slovan Bratislava              | 3–2, 0–0          |
| 2021–22 | UEFA Champions League  | Tercera ronda    | CFR Cluj                       | 3–1, 1–1          |
| 2021–22 | UEFA Champions League  | Play-Off         | Ferencvárosi                   | 3–2, 3–2          |
| 2021–22 | UEFA Champions League  | Fase de grupos   | Manchester United              | 2–1, 1–1          |
| 2021–22 | UEFA Champions League  | Fase de grupos   | Atalanta                       | 3–3, 0–1          |
| 2021–22 | UEFA Champions League  | Fase de grupos   | Villarreal                     | 1–4, 0–2          |
| 2022–23 | UEFA Conference League | Segunda ronda    | Liepāja                        | 1–0, 3–0          |
| 2022–23 | UEFA Conference League | Tercera ronda    | KuPS                           | 2–0, 3–0          |
| 2022–23 | UEFA Conference League | Playoff          | Anderlecht                     | 0–1, 1–0 (1–3 p)  |
| 2023-24 | UEFA Champions League  | Fase de grupos   | RB Leipzig                     | 1-3, 1-2          |
| 2023-24 | UEFA Champions League  | Fase de grupos   | Crvena Zvezda                  | 2-0, 2-2          |
| 2023-24 | UEFA Champions League  | Fase de grupos   | Manchester City                | 1-3, 0-3          |
| 2023-24 | UEFA Europa League     | 1/16             | Sporting CP                    | 1-3, 1-1          |
| 2024-25 | UEFA Champions League  | Fase Liga        | Aston Villa                    | 0-3               |
| 2024-25 | UEFA Champions League  | Fase Liga        | FC Barcelona                   | 0-5               |
| 2024-25 | UEFA Champions League  | Fase Liga        | Internazionale                 | 0-1               |
| 2024-25 | UEFA Champions League  | Fase Liga        | Shakhtar Donetsk               | 1-2               |
| 2024-25 | UEFA Champions League  | Fase Liga        | Atalanta                       | 1-6               |
| 2024-25 | UEFA Champions League  | Fase Liga        | Vfb Stuttgart                  | 1-5               |
| 2024-25 | UEFA Champions League  | Fase Liga        | Celtic                         | 0-1               |
| 2024-25 | UEFA Champions League  | Fase Liga        | Crvena Zvezda                  |                   |

## Anexos
| Entidades relacionadas      | Datos estadísticos y trayectoria                                                                                  | Personalidades e historia                  | Infraestructuras                       |
| --------------------------- | --- | ------------------------------------------ | -------------------------------------- |
| - BSC Young Boys (femenino) | - Estadísticas del BSC Young Boys - BSC Young Boys en competiciones internacionales - Palmarés del BSC Young Boys | - Historia del uniforme del BSC Young Boys | - BSC Young Boys II - Stadion Wankdorf |